# Phaonia latimargina
Phaonia latimargina är en tvåvingeart som beskrevs av Fang och Fan 1988. Phaonia latimargina ingår i släktet Phaonia och familjen husflugor. Inga underarter finns listade i Catalogue of Life.